# Усакла (Самарская область)
Уса́кла (чув. Ӑсаклӑ) — село в Клявлинском районе Самарской области в составе сельского поселения Чёрный Ключ.

## География
Находится на расстоянии примерно 11 километров по прямой на северо-запад от районного центра железнодорожной станции Клявлино.

## История
Село было основано в 1770-х годах переселенцами из села Старое Резяпкино.

## Население
Постоянное население составляло 456 человек (чуваши 87%) в 2002 году, 411 человек в 2010 году.